# مارسلو بنیتز (بازیکن فوتبال، زاده ۱۹۸۹)
مارسلو بنیتز (انگلیسی: Marcelo Benítez؛ زادهٔ ۲۹ مهٔ ۱۹۸۹) بازیکن فوتبال اهل آرژانتین است.
وی همچنین در تیم ملی فوتبال زیر ۲۰ سال آرژانتین بازی کرده‌است.